# Mayfouk - Kattara
Mayfouk - Kattara è un comune (municipalité) del Libano situato nel distretto di Jbeil, governatorato del Monte Libano.